# Molinis
Molinis (toponimo tedesco; in romancio Molinas , desueto) è una frazione di 119 abitanti del comune svizzero di Arosa, nella regione Plessur (Canton Grigioni).

## Storia

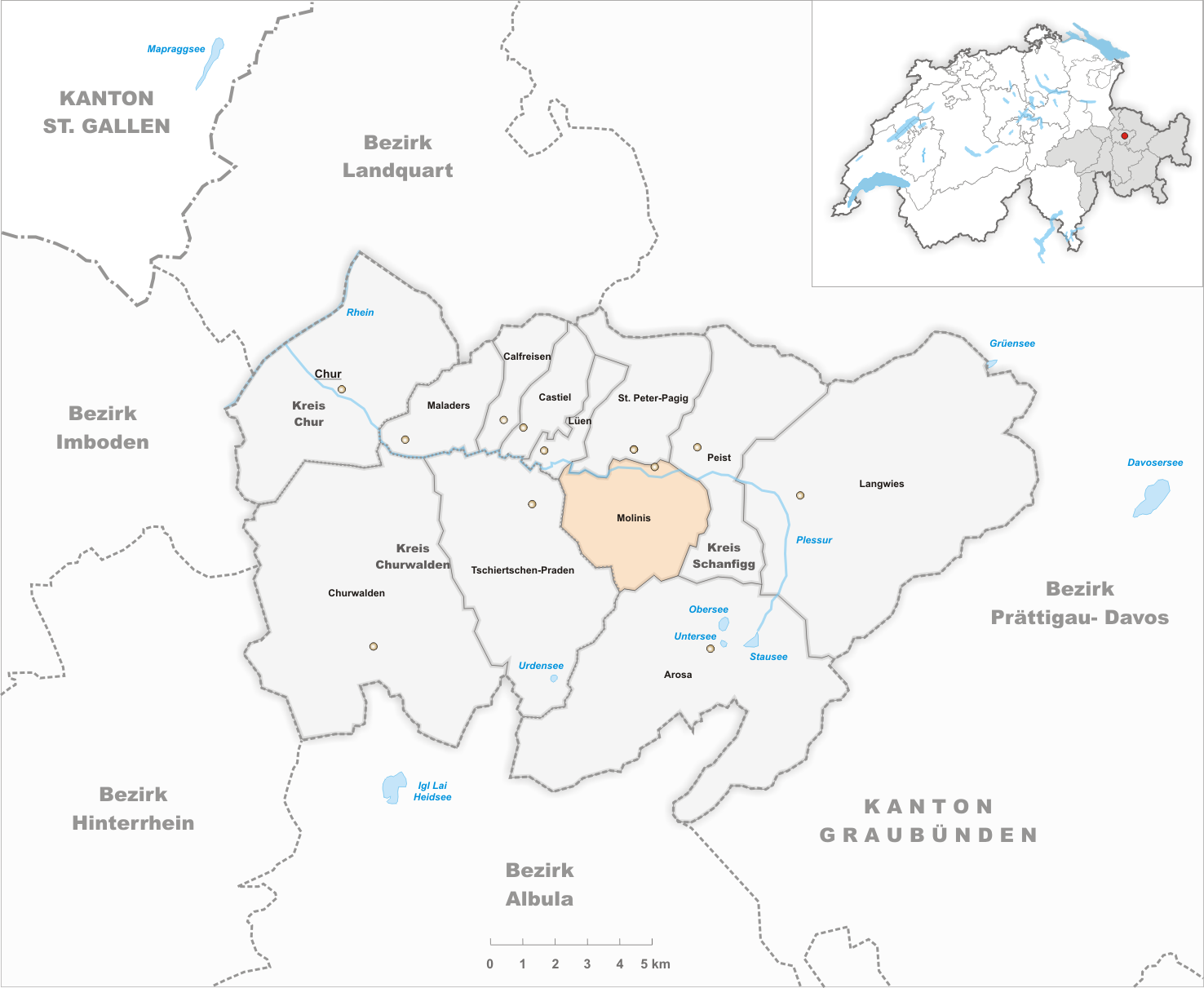
Il territorio del comune di Molinis prima degli accorpamenti comunali del 2013

Già comune autonomo che si estendeva per 13,21 km², il 1º gennaio 2013 è stato accorpato al comune di Arosa assieme agli altri comuni soppressi di Calfreisen, Castiel, Langwies, Lüen, Peist e Sankt Peter-Pagig.

## Monumenti e luoghi d'interesse
- Chiesa riformata di San Bartolomeo, attestata dal 1509[1].

## Società

### Evoluzione demografica
L'evoluzione demografica è riportata nella seguente tabella:
Abitanti censiti

### Lingue e dialetti
Già paese di lingua romancia, è stato germanizzato a partire dal XVI secolo.

## Infrastrutture e trasporti

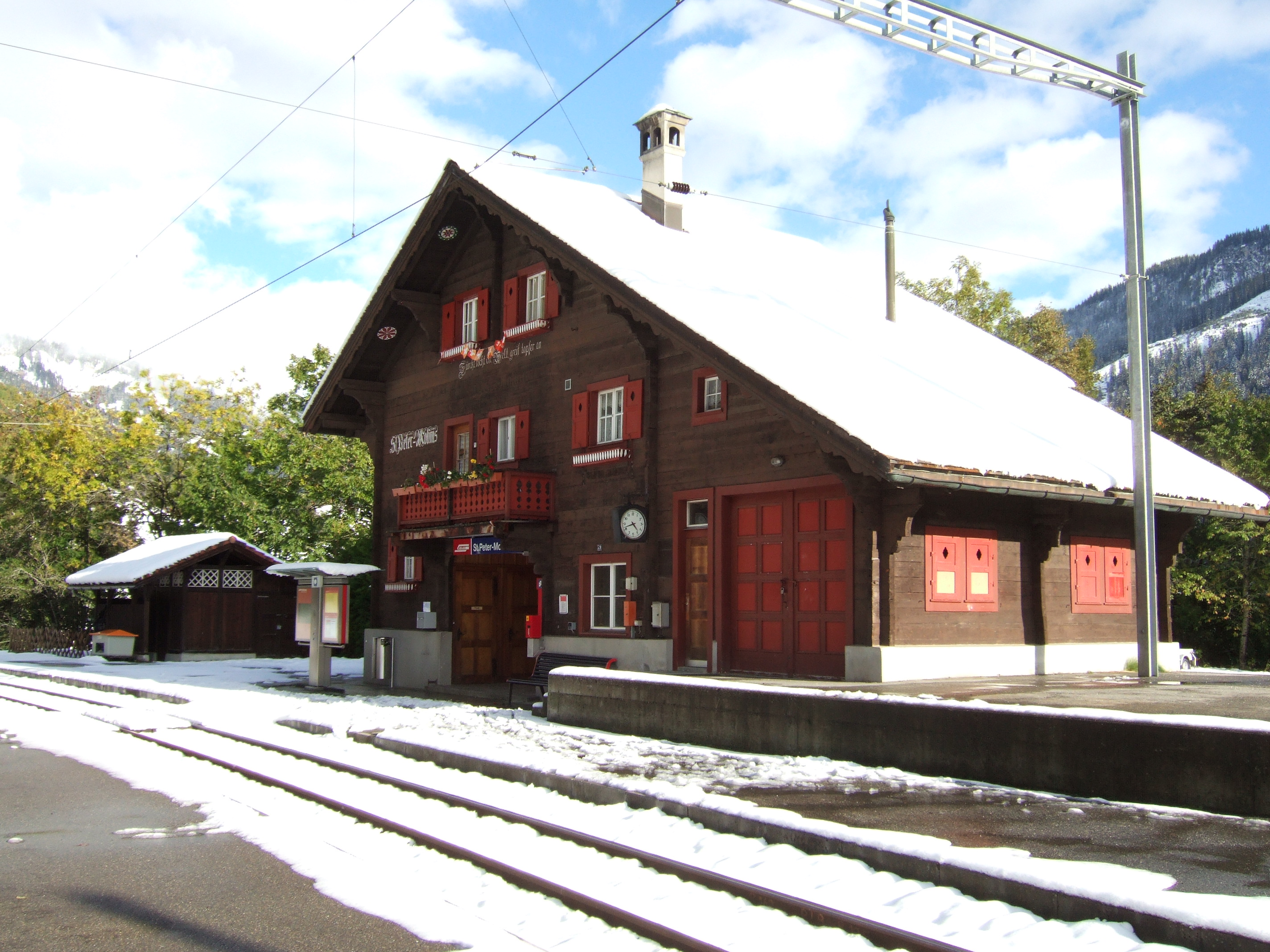
La stazione di Sankt Peter-Molinis

Molinis è servito dalla stazione di Sankt Peter-Molinis della Ferrovia Retica, sulla linea Coira-Arosa.